# Stazione di Rastignano
La stazione di Rastignano è una fermata ferroviaria posta lungo la linea Bologna–Firenze, a servizio dell'omonima frazione del comune di Pianoro.

## Storia
La fermata di Rastignano venne attivata il 19 settembre 2004, e servita dai treni passeggeri a partire dal successivo 1º ottobre.

## Movimento
La fermata è servita dai treni regionali della linea S1 del servizio ferroviario metropolitano di Bologna, in servizio sulle relazioni Porretta Terme/Marzabotto-Bologna Centrale-Pianoro e Bologna Centrale-Prato, con una frequenza complessiva di un treno ogni 15 minuti in ora di punta.
I treni sono svolti da Trenitalia Tper nell'ambito del contratto di servizio stipulato con la Regione Emilia-Romagna.
Ai fini tariffari, la stazione ricade nell'area urbana di Bologna, entro la quale sono validi i normali titoli di viaggio urbani.
A novembre 2019, la stazione risultava frequentata da un traffico giornaliero medio di circa 560 persone (380 saliti + 178 discesi).

## Servizi
La stazione è classificata da RFI nella categoria bronze.

## Interscambi
- Fermata filobus (Rastignano, linea 13)
- Fermata autobus